# الهيئة القضائية للقوات المسلحة الإيرانية
الهيئة القضائية للقوات المسلحة هي جزءٌ من القضاء الإيراني. وتتألف من مكاتب المدعي العام العسكري والمحاكم العسكرية، وهي السلطة القضائية المتخصصة الوحيدة المتوقعة في دستور إيران.

## الوضع القانوني
وفقًا للمبدأ 172 من دستور إيران، تُعقد محاكمات عسكرية لمحاكمة الجرائم ذات الصلة بالواجبات العسكرية والتأديبية لأعضاء الجيش والدرك والشهرباني (قوة إنفاذ القانون في البلاد) والحرس الثوري الإسلامي. سلاح. ومع ذلك، فإن جرائمهم العامة أو الجرائم التي قد يرتكبونها بصفتهم ضباط العدل، يحاكمون في المحاكم العامة.

## الهيكل التنظيمي
إن النيابة العامة والمحاكم العسكرية هي جزء من القضاء في الدولة وبالتالي تخضع لمبادئها.
تشمل المُحاكمات العسكرية المحاكم العسكرية من النوع 1 والنوع 2. المحاكم العسكرية من النوع الأول تبت في الجرائم بعقوبات أشد في القانون. في هذه المحاكم، باستثناء عدد من الأحكام التي تكون نهائية بمُوجب القانون، يمكن إعادة النظر في قرارات أخرى. أحكام المحاكم العسكرية من النوع الأول قابلة للطعن فيها ويمكن إعادة فحصها في المحكمة العليا في إيران.